# Williams JPH1
El Williams JPH1 fue un monoplaza de automovilismo desarrollado por el constructor británico Williams. Fue utilizado en el Campeonato de Fórmula Dos de la FIA desde 2009 hasta 2012.

## Diseño

### Chasis

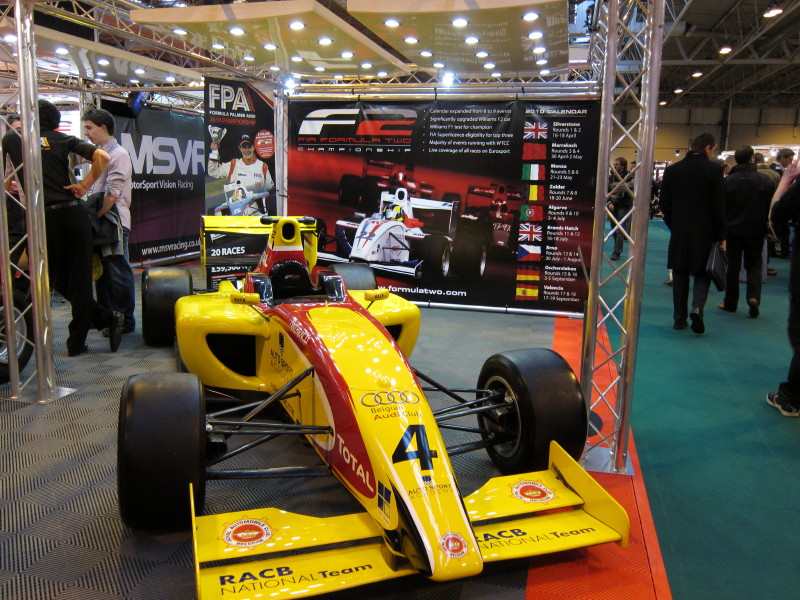
El JPH1 exhibido en 2010.

Nombrado en honor a Jonathan Palmer y Patrick Head, el chasis del Williams JPH1 es un monocasco de fibra de carbono. Fue diseñado para cumplir las regulaciones de seguridad de la Fórmula 1 en 2005. La protección de la cabeza se ajusta a los últimos estándares de 2009. Entre muchas otras características de seguridad detalladas, se incorporan las correas de las ruedas de carretera.
La aerodinámica se ha desarrollado para producir un alto nivel de carga aerodinámica, pero sin perder demasiada carga frontal al seguir a otros autos, para facilitar los adelantamientos. Para lograr esto, alrededor del 40% de la carga aerodinámica se produce desde la parte inferior, con túneles de efecto suelo de longitud completa, similar a un monoplaza de GP2 Series. La aerodinámica se ha desarrollado utilizando la simulación por la mecánica de fluidos computacional (CFD) de Williams F1, que permite probar muchas configuraciones diferentes sin la necesidad de construir las piezas y probarlas en el túnel de viento. El automóvil tendrá más de 2000 libras (907 kg) de carga aerodinámica a 150 millas por hora (241 km/h), en comparación con, por ejemplo, un monoplaza de Fórmula 3 que generaría 1750 libras (794 kg).

### Especificaciones técnicas

#### Unidad de potencia
El motor de combustión interno es un nuevo motor turbo basado en el bloque y cabeza de 20 válvulas de 1.8 litros de Audi, como se usa en la Fórmula Palmer Audi. Mientras que el motor del automóvil FPA utiliza principalmente componentes estándar de automóviles de carretera, el motor Audi F2 se ha desarrollado como un motor de carrera puro. Preparado y construido por Mountune Racing, el cigüeñal, las bielas, los pistones, las válvulas y el árbol de levas son componentes completamente nuevos, diseñados para una alta resistencia y un peso ligero. El sistema de cárter seco se ha rediseñado para que el motor quede 35 milímetros (1,4 pulgadas) más bajo que en el automóvil FPA.
El turbocompresor es una unidad Garrett GT35 que cuenta con rodamientos de rodillos para una respuesta mejorada, con una válvula de descarga externa con control de impulso de válvula neumática de circuito cerrado de alta velocidad para un control de impulso automático absolutamente preciso. El sistema de gestión del motor es una unidad de control de motor (ECU) de Pi Research Pectel, la MQ12, que tiene más capacidad que la unidad en FPA.
En la temporada 2009, la potencia máxima continua del motor fue de 400 caballos de fuerza al freno (298 kW; 406 PS) a 8250 rpm. El monoplaza de F2 contó con un sobreimpulso de «empujar para pasar/defender», con 450 caballos de fuerza de frenado (336 kW; 456 PS) disponibles por una duración máxima de 6 segundos, disponibles diez veces durante cada carrera. Para 2010, la potencia base continua se incrementó a 425 caballos de fuerza al freno (317 kW; 431 PS), con una ganancia aún mayor de overboost a 480hp al freno (358 kW; 487 PS).

#### Transmisión
La transmisión fue diseñada por Hewland específicamente para la categoría. Tiene seis velocidades y se operó mediante botones de cambio montados en el volante.
El rendimiento del JPH1 está por detrás del de un monoplaza de Fórmula 1, pero más rápido que uno de Fórmula 3.